# Mesapamea obsoleta
Mesapamea obsoleta là một loài bướm đêm trong họ Noctuidae.